# Gary Locke (Fußballspieler)
Gary Robert Locke (* 12. Juli 1954 in Kingsbury) ist ein ehemaliger englischer Fußballspieler.

## Karriere
Locke entwickelte sich im Jugendteam des FC Chelsea unter Trainer Ken Shellito und debütierte nach dem Verkauf des bisherigen Stammspielers auf der Rechtsverteidigerposition, Paddy Mulligan, unter Dave Sexton im September 1972 in der Profimannschaft. Der englische Jugendnationalspieler etablierte sich gerade 18-jährig umgehend in der Erstligamannschaft und wurde zwei Jahre später von den Anhängern des Klubs zum Spieler des Jahres gewählt. Nach dem Abstieg aus der First Division 1975 schaffte er mit dem Team 1977 den Wiederaufstieg und gehörte trotz seiner erst 22 Jahre bereits zu den Routiniers der Mannschaft. Permanente Verletzungsprobleme (rechte Schulter, rechter Knöchel, Rücken) störten in den folgenden Spielzeiten die Weiterentwicklung des mit einem guten Stellungsspiel und taktischen Verständnis ausgestatteten Abwehrspielers, beim erneuten Abstieg 1979 konnte er nur in acht Partien mitwirken.
Mit der Verpflichtung von Joey Jones durch Trainer John Neal im Oktober 1982 endete Lockes Zeit bei Chelsea nach 317 Pflichtspieleinsätzen (4 Tore). Nach einer kurzen Leihphase wurde er im Januar 1983 dauerhaft an den Zweitligakonkurrenten Crystal Palace abgegeben, für den er noch bis Anfang 1986 aktiv war. In der Folge verließ er England und verbrachte die Saison 1986 beim schwedischen Erstligaklub Halmstads BK, bevor er nach Neuseeland auswanderte. Dort spielte er noch einige Jahre und gewann 1989 mit den Napier City Rovers die Landesmeisterschaft.